# ألبرت تشانغ
ألبرت تشانغ هو لاعب كرة مضرب كندي، ولد في 27 فبراير 1971.

## وصلات خارجية
- ألبرت تشانغ على موقع رابطة محترفي التنس (الإنجليزية)
- ألبرت تشانغ على موقع الاتحاد الدولي لكرة المضرب (الإنجليزية)
- ألبرت تشانغ على موقع كأس ديفيز (الإنجليزية)
- ألبرت تشانغ على موقع خلاصة التنس.كوم (الإنجليزية)